# Erotica (canção)
"Erotica" é uma canção da cantora estadunidense Madonna. É a faixa-título de seu quinto álbum de estúdio, Erotica  (1992), Mais tarde, foi incluída em seu álbum de maiores sucessos, GHV2 (2001) e Celebration (2009). A canção foi escrita pela própria intérprete, Shep Pettibone e Anthony Shimkin, enquanto a produção foi realizada pela cantora e Pettibone. Musicalmente, "Erotica" contém vocais de palavras faladas e é uma ode à BDSM, com Madonna usando um pseudônimo chamado "Dita". Ela convida seu amante a ser passivo enquanto faz amor com ela e o leva a explorar as fronteiras entre dor e prazer.
"Erotica" foi lançada como o primeiro single do álbum em 29 de setembro de 1992, através das gravadoras Maverick e Warner Bros.. A canção estreou no número 13 na Billboard Hot 100, tornando-se uma das estreias mais altas da história das tabelas na época, chegando ao número três. Além disso, tornou-se um sucesso na Hot Dance Club Play, alcançando a primeira posição. "Erotica" também obteve sucesso comercial internacionalmente, chegando ao top 10 em vários países, incluindo Nova Zelândia, Noruega, Portugal, Suécia e Reino Unido. Na Itália e na Grécia, chegou ao número um.
O videoclipe da canção foi dirigido pelo fotógrafo de moda Fabien Baron e apresenta Madonna vestida como uma dominatrix mascarada, intercalada com imagens da produção do livro Sex da cantora, com participações especiais de celebridades como Naomi Campbell e Big Daddy Kane. O vídeo foi altamente polêmico, sendo transmitido três vezes pela MTV, todas após as 22h, antes de ser completamente banido. Madonna preformou "Erotica" em três de suas turnês, sendo a primeira na The Girlie Show World Tour (1993), a Confessions Tour (2006) e mais recentemente em The MDNA Tour (2012). A canção também recebeu versões covers e parodias por vários artistas.

## Antecedentes e desenvolvimento

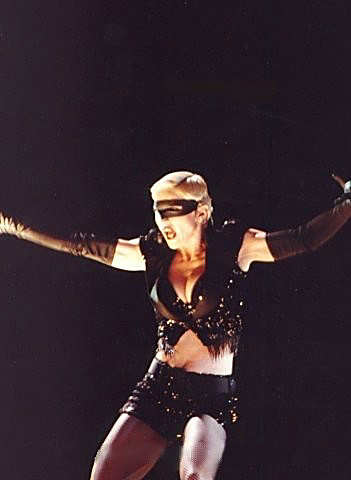
Madonna, vestida como uma dominatrix, performando "Erotica" durante a The Girlie Show World Tour, em 1993.

Em 1992, Madonna fundou sua própria empresa de entretenimento multimídia, a Maverick, composta por uma gravadora (Maverick Records), uma produtora de filmes (Maverick Films) e as divisões associadas de edição musical, transmissão televisiva, publicação de livros e merchandising. Os dois primeiros projetos do empreendimento foram seu quinto álbum de estúdio, Erotica, e um livro de fotografias com Madonna, intitulado Sex. Para o álbum, Madonna colaborou principalmente com o produtor Shep Pettibone. Pettibone começou a trabalhar com Madonna nos anos 80, fornecendo remixes para vários de seus singles. Ao lado de Pettibone, Madonna contou com a ajuda do produtor André Betts, que anteriormente co-produziu "Justify My Love" para a The Immaculate Collection. Madonna disse que estava interessada em trabalhar com Pettibone e Betts devido à sua capacidade de permanecerem conectados ao dance underground: "Eles vêm de extremos opostos do espectro em termos de estilo musical e abordagem à cançãoa, mas eles ' ambos estão conectados à rua e ainda estão jovens e com fome".
Segundo Pettibone em um artigo "Erotica Diaries" publicado na revista Icon de Madonna , ele produziu uma fita com quatro canções, para Madonna ouvir, antes de viajar para Chicago, onde estava filmando A League of Their Own. Ela ouviu as canções e gostou de todas elas. Depois de encerrar a filmagem, Madonna conheceu Pettibone em Nova Iorque para começar a trabalhar em conjunto em novembro de 1991. Sua programação foi esporádica no início. Eles ficaram no estúdio por uma semana e depois ela trabalhou com Steven Meisel em Sex, por duas semanas. Ocasionalmente, Madonna também encontrava André Betts. O primeiro lote de canções em que Madonna e Pettibone trabalharam foram "Erotica", "Deeper and Deeper", "Rain" e "Thief of Hearts"; ela escrevia a letra enquanto Pettibone trabalhava na cançãoa. Pettibone lembrou que a cantora preferia estar no controle do processo de escrita porque "suas canções são suas histórias. Eles são o que ela quer dizer". Enquanto eles estavam mixando uma cançãoa chamada "Erotica", lançada como single promocional em seu livro Sex, Pettibone lembrou:

"Você tem todas essas ótimas histórias no livro", eu disse a ela, "por que você não as usa na cançãoa?" Eu sabia que Madonna estava desenvolvendo um visual de dominadora dos anos 30 para Erotica, mas não sabia o quanto ela estava disposta a ir antes de ver Sex.. Continha histórias de autoria de seu alter [ego] misteriosamente escuro, Dita. Madonna pegou o livro e saiu da sala e só voltou meia hora depois. De repente, ela estava no microfone, falando com uma voz muito seca. "Meu nome é Dita", disse ela, "e eu serei sua amante hoje à noite." Eu sabia que o "Erotica" nunca mais seria o mesmo, e não era. O refrão e a ponte foram completamente alterados e toda a psique da cançãoa ficou mais sexy, mais ao ponto. Parecia que Dita trouxe o melhor dela, realmente servindo de veículo para o território perigoso que ela estava viajando. Na verdade, era o mesmo nome que Madonna usava quando ficava em hotéis ao redor do mundo. Não mais.

## Composição
|                                                    | "Erotica" "Erotica" foi descrito como "uma ode ao BDSM", enquanto Madonna toca seu pseudônimo "Dita" na música, com "letras agressivas". |
| Problemas para escutar este arquivo? Veja a ajuda. | |

"Erotica" foi escrito por Madonna, Shep Pettibone, Anthony Shimkin, enquanto produzido por Madonna e Pettibone. A faixa continuou a exploração de Madonna de vocais potentes de palavras faladas, que ela havia apresentado anteriormente em "Justify My Love". A cançãoa contém uma amostra de "Jungle Boogie" de Kool and the Gang. Também contém amostras de "El Yom 'Ulliqa' Ala Khashaba, da cantora libanesa Fairuz. Essa amostra causou controvérsia depois que Fairuz alegou que seus vocais haviam sido usados sem o consentimento dela e disse que a letra "ele me crucificou hoje", que é cantada em árabe, é retirada de uma cançãoa religiosa que é tradicionalmente ouvida durante os cultos da Páscoa. Isso levou a uma ação judicial que foi resolvida fora do tribunal. De acordo com as partituras publicadas pelo Musicnotes.com, a cançãoa é definida em tempo comum, com um ritmo moderado de 120 batidas por minuto. É composta na clave de Fá sustenido menor com os vocais de Madonna que variam de Fá#3 a A4. Também estão presentes em toda a cançãoa maracas e "riffs de corneta cintilantes".
Segundo Sal Cinquemani, da Slant Magazine, a cançãoa é "uma ode ao BDSM". Começa com um som de "um arranhão" que imita um toca-discos. Depois disso, Madonna diz: "Meu nome é Dita", pois ela convida seu amante a ser passivo e infantil, enquanto ela faz amor com ele e o leva a explorar os limites entre dor e prazer. O uso de Madonna do pseudônimo "Mistress Dita" na cançãoa, bem como em Sex, é uma homenagem a Dita Parlo, uma atriz alemã conhecida por "não se importar com o que as pessoas pensavam". A cançãoa tem letras sugestivas, como "Você se deixa levar pela loucura / Deixe minha boca ir para onde ela quiser". A Slant Magazine descreveu essas letras como "provocadoras, agressivas — uma exploração elaborada do sexo, da sedução à doença". Uma cançãoa similar, intitulada "Erotic", foi criada durante as sessões do álbum Erotica exclusivamente para acompanhar o livro de 1992, Sex. A cançãoa, uma versão simplificada de "Erotica", inclui letras não ouvidas na faixa original, como "Nós poderíamos usar a gaiola, eu tenho muita corda". O acadêmico Georges Claude Guilbert, chamou "Erotic" uma versão "mais hardcore" de "Erotica".

## Análise da crítica

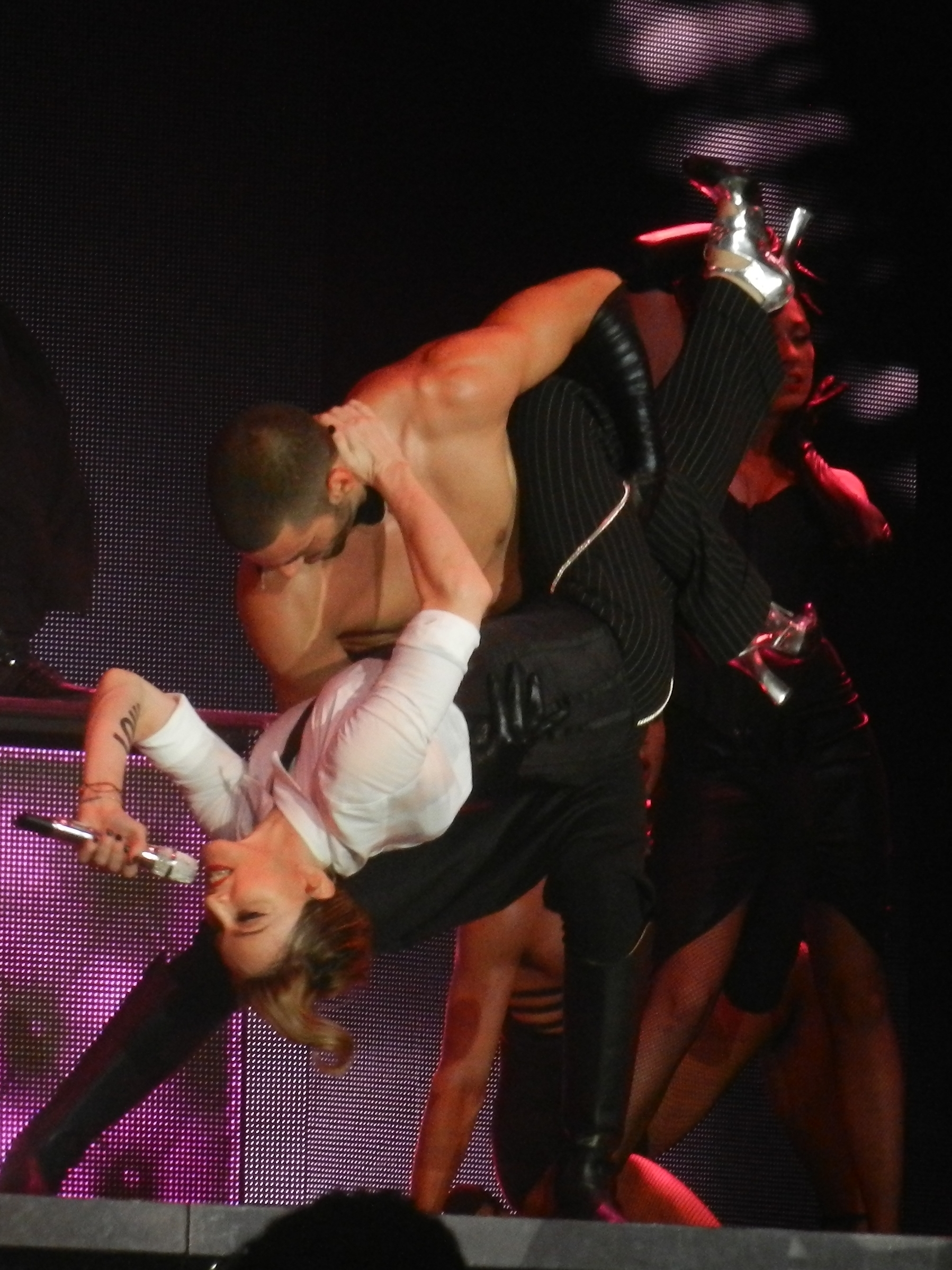
Madonna performando "The Erotic Candy Shop" durante The MDNA Tour em 2012.

"Erotica" recebeu críticas positivas de críticos de cançãoa. Stephen Thomas Erlewine, da Allmusic, destacou a cançãoa como um destaque do álbum, chamando-a de "algumas das melhores e mais realizadoras canções de Madonna". Arion Berger, da Rolling Stone, escreveu: "'Erotica' [...] promete uma quantidade insignificante de experimentação sexual, como a retratada no vídeo de 'Justify My Love'. Mas a sensibilidade de 'Erotica 'está a quilômetros de distância dos quentes acontecimentos de 'Justify', que receberam calor da privacidade e do romance [...] A Madonna de 'Erotica' não está interessada nos seus sonhos; ela está em conformidade"; ele chamou a cançãoa "'Vogue' com a boca suja, onde toda a ação real está na pista de dança". Stephen Holden, do The New York Times, comentou que o "rosnado nebuloso" que Madonna usa nas seções de palavras faladas da cançãoa" contrasta dramaticamente com a voz estridente de menininha dos primeiros discos de Madonna que ela ainda usa com frequência para projetar uma exuberância malcriada da idade adolescente". J. Randy Taraborrelli, autor de Madonna: An Intimate Biography, escreveu que "['Erotica'] Não foi uma surpresa para quem estava prestando atenção à cançãoa recente de Madonna. Ela mostrara sua mão mais cedo com Breathless quando cantou 'Hanky Panky', a cançãoa sobre palmada, [...] então havia o single' então havia o seu single 'Justify My Love' [...] 'Erotica', porém, era a exploração musical completa, uma exposição do que acreditávamos ser a realidade sexual de Madonna". Os autores Allen Metz e Carol Benson chamaram de "uma atualização da escravidão em 'Justify My Love'". Matthew Jacobs, do The Huffington Post, colocou-o no número 23 de sua lista " O ranking definitivo de Singles de Madonna"; Jacobs escreveu "lançado no ápice do apelo sexual de Madonna, 'Erotica' e seu álbum título são notáveis como um período de inovação para a cantora".
O Gay Star News colocou a cançãoa no número 17 de sua lista "O Ranking Definitivo das 55 Melhores canções de Madonna"; o autor Joe Morgan chamou de "ousado, sexy e descarado". Em 2011, a Slant Magazine listou "Erotica" no número trinta e quatro da lista "Os 100 melhores singles dos anos 90", afirmando que a entrega "rouca" de Madonna ao longo da cançãoa é eficaz para fazer com que as letras pareçam "incrivelmente honestas". A revista continua dizendo que a cançãoa é o "convite de Madonna à dança, uma serpente sinistra e rastejante que se ergue de um cálice enfeitado. As batidas são, por design, hipnóticas – ao mesmo tempo atraentes e desonestas. Com 'Erotica', Madonna promete para tirá-lo, mas não sem lhe dar algo". "Erotica" também foi listado entre as "100 Maiores Canções de Dance" pela Slant Magazine. Ao escrever para The Backlot, Louis Virtel coloca a cançãoa no número oito em sua lista de "As 100 Maiores canções da Madonna", descrevendo-a como uma "coreografia quente e suja de um hino da dança". Virtel acrescentou que Madonna vende o duplo sentido de "Erotica" como uma "amante burlesca". Scott Kearnan, do Boston.com, incluiu a faixa no número 6 em sua lista "30 Melhores canções da Madonna"; comentando que "nenhuma estrela pop de sua fama foi sexualmente transgressora antes ou depois ...Rihanna canta sobre [BDSM em] "S&M", mas Madonna fala sobre dor, prazer e poder com a convicção de um estalo de chicote". David Browne, da Entertainment Weekly, fez uma crítica mais desfavorável, descrevendo-a como "deprimente e banal – que, entre a melodia gelada e os trechos assustadores de My name is Dita, é sobre tão sexy quanto um episódio da Shelley Hack de Charlie's Angels". Jude Rogers, do The Guardian, Também foi negativo , que o chamou de "um single da era do sexo estranhamente sem sexo", criticando seus "suspiros sintetizados"; no entanto, ela colocou "Erotica" no número 68 em seu ranking dos singles de Madonna, em homenagem ao seu 60º aniversário.

## Videoclipe

Madonna, vestida como uma dominatrix, mascarada segurando um chicote

O videoclipe de "Erotica" foi dirigido pelo fotógrafo de moda Fabien Baron. O vídeo intercala cenas de Madonna, vestida como uma dominatrix mascarada com um dente de ouro, com imagens reais da produção de seu livro de Sex; Nessas cenas, Madonna é vista de topless no colo de um homem mais velho, beijando a modelo Naomi Campbell, vestindo roupas de BDSM e andando de bicicleta nua. O vídeo também conta com participações especiais de celebridades como Isabella Rossellini, Alexandre von Fürstenberg, Helmut Berger e Big Daddy Kane. As filmagens das imagens da cantora cantando a cançãoa ocorreram em 22 de agosto de 1992 no The Kitchen, em Nova Iorque, enquanto as sessões de foto de Sex ocorreram no Gaiety Theatre, no Hotel Chelsea e no Times Square. A fim de imitar a aparência de filme caseiro, o vídeo inteiro foi filmado com um filme super de 8 mm. O vídeo teve sua estreia mundial na MTV, em 2 de outubro de 1992. Após o seu lançamento, houve controvérsia; Susan Bibisi, de Los Angeles Daily News chamou de "propaganda virtual para o Sex". A Entertainment Tonight havia relatado anteriormente que Madonna havia iniciado o caos ao redor do vídeo caminhando nua no desfile de moda do estilista Jean Paul Gaultier e posando nua na revista Vanity Fair. Richard Harrington, do The Washington Post, escreveu:

"No vídeo, Madonna se torna Dita Parlo, uma dominatrix mascarada, com dentes de ouro, de idade indeterminada, pronta para nos ajudar a atravessar a rua na esquina da Pleasure and Pain [...] assumindo diferentes papéis de dominatrix e investigando diversos cenários de escravidão antes de terminar com algumas caronas nuas na rua notável livre de amontoados. Filmado em preto e branco granulado, 'Erotica' tem a sensação de filme caseiro, embora seus cortes rápidos impeçam o espectador de ver tanto".

Após o lançamento, foi exibido três vezes na MTV, todas depois das 22 horas, devido ao seu conteúdo sexual altamente carregado, antes de ser banida permanentemente; isso fez com que o segundo vídeo de Madonna fosse proibido de ser exibido pelo canal, depois de "Justify My Love" em 1990. A porta-voz da MTV Linda Alexander disse: "Os temas do vídeo são claramente voltados para um público mais adulto. Não é apropriado para uma audiência geral". Madonna disse que entendeu a proibição do canal no vídeo; "A MTV toca para um grande público e muitos deles são crianças, e muitos temas que estou explorando em meus vídeos não são voltados para crianças, então eu entendo que eles dizem que eu não posso ser mostrada". Anthony DeCurtis, da Rolling Stone, disse que "Essa é uma tarifa normal de Madonna, [...] mas por quanto tempo você pode continuar explorando a sexualidade? Ao marcar sua lista de tabus, até onde você pode levá-los? Em que momento deixa de ser interessante?". Da mesma forma, David Browne, da Entertainment Weekly, perguntou: "Não vimos a maioria dessas coisas antes? Já podemos estar entediados com o assunto? [...] nenhuma emoção está ligada à mecânica desses atos, então é difícil se identificar ou se importar com os personagens". O vídeo foi indicado para o Billie Awards de 1993 em quatro categorias: Impressão para Consumidor, Impressão Comercial (cançãoa) e Impressão para Consumidor (varejo), a maioria para uma única entrada. Também foi classificado no número 16 entre os "50 momentos mais sexy dos videoclipes" pelo VH1. O vídeo foi disponibilizado comercialmente em 2009, quando foi incluído, embora em uma versão censurada, na compilação de Madonna, Celebration: The Video Collection; havia sido excluído anteriormente de  The Video Collection 93:99 de 1999.

## Apresentações ao vivo

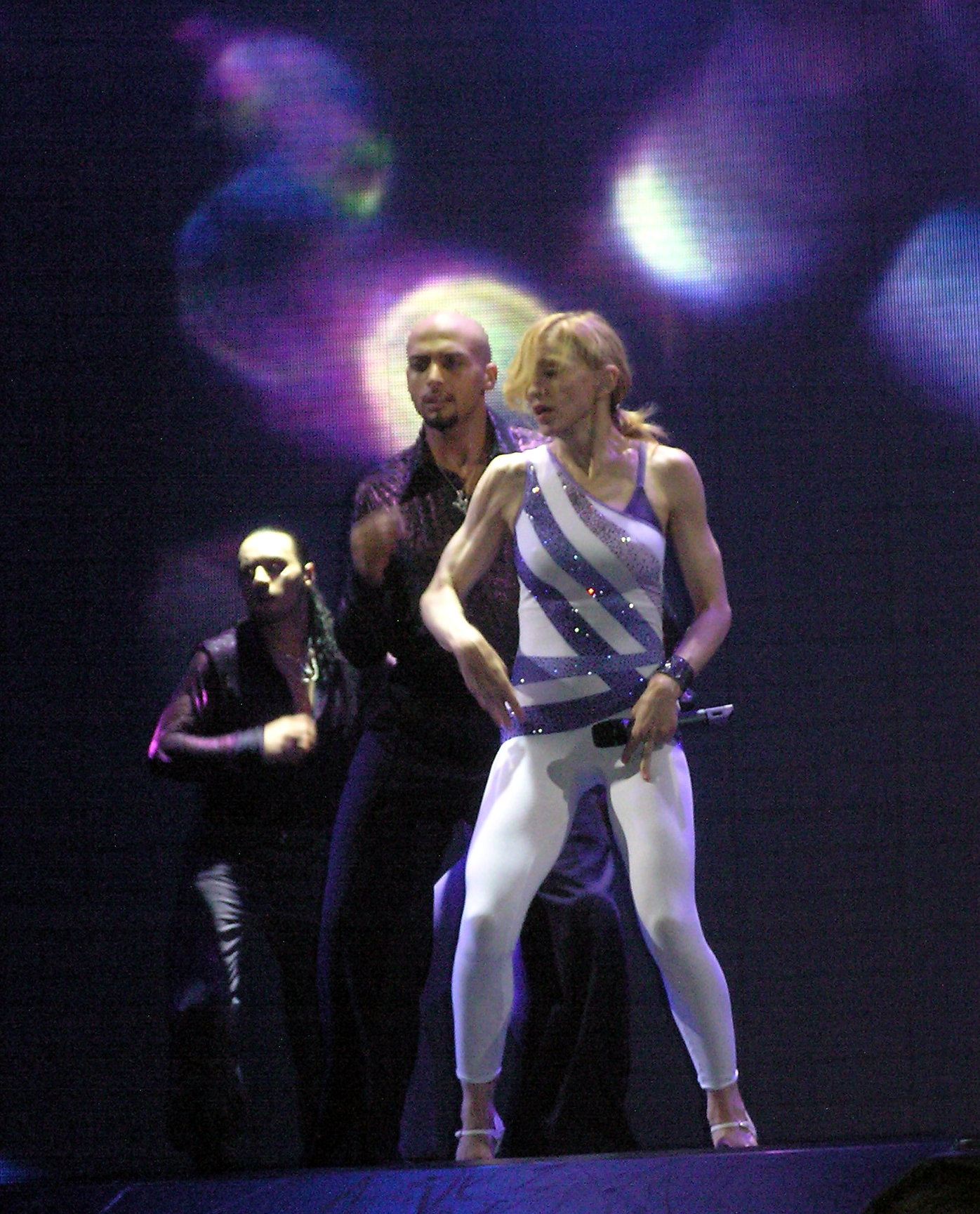
Madonna performando "Eroticaa" durante Confessions Tour em 2006

Madonna performou "Erotica" pela primeira vez como o número de abertura de sua quarta turnê, The Girlie Show World Tour, de 1993. O show começou com uma dançarina de pole dance deslizando por um poste pendurado acima do palco. Quando a dançarina desaparece no palco, Madonna aparece vestida como uma dominatrix de cabelos curtos, usando uma máscara de dominó, calças de lantejoulas pretas e sutiã combinando com botas até o joelho e brandindo um chicote. Ela tocou a cançãoa enquanto esfregava a colheita entre as pernas; enquanto ela se apresentava, seus dançarinos posavam e dançavam sugestivamente ao seu redor. Em sua resenha do concerto em Nova Iorque, Jon Pareles, do The New York Times, sentiu que "[durante] o etéreo Coloque as mãos por todo o meu corpo em 'Erotica', a coreografia sugere exercícios em vez de paixão desenfreada". A apresentação no show de 19 de novembro de 1993 no Sydney Cricket Ground foi gravada e lançada no VHS em 26 de abril de 1994, como The Girlie Show: Live Down Under.
Treze anos depois, Madonna apresentou uma versão remixada da cançãoa como parte de sua Confessions Tour de 2006 . A performance mostrou Madonna, vestida de malha branca com listras roxas, desenhada por Jean-Paul Gaultier, e cinco casais dançando a cançãoa no estilo dança de salão. A cançãoa foi remixada para incluir letras adicionais da demo original, que não foram incluídas na versão final. Em sua resenha do show, Ed Gonzalez, da Slant Magazine, escreveu que "sua performance do remix de "Erotica" em "You Thrill Me", de Stuart Price, é um sucesso: Ela toca a cançãoa [para a] disco, mas mantém seu apelo sexual, coreografando-a em manobras simples de dança com infusão latina que estão em êxtase". A performance da cançãoa nos shows de 15 a 16 de agosto de 2006, em Londres, na Wembley Arena, foram gravados e incluídos na versão em CD e DVD do segundo álbum ao vivo de Madonna, The Confessions Tour, lançado em 2007.
Durante a The MDNA Tour (2012), Madonna tocou "The Erotic Candy Shop", um mashup de "Erotica" e sua cançãoa de 2008 "Candy Shop", em um cenário de cabaré francês. Em sua crítica ao concerto, Niv Elis, do The Jerusalem Post, deu uma crítica positiva à performance, escrevendo que "mostra Madonna no seu melhor visual". As apresentações nos shows de 19 a 20 de novembro de 2012 em Miami, na American Airlines Arena, foram gravadas e lançadas no quarto álbum ao vivo de Madonna, MDNA World Tour.

## Formatos e faixas
| Cassete de 7" / CD japonês de 3" |                             |         |  |
| N.º                              | Título                      | Duração |  |
| 1.                               | "Erotica" (versão do álbum) | 5:17    |  |
| 2.                               | "Erotica" (instrumental)    | 5:17    |  |

| Single em CD europeu |                             |         |  |
| N.º                  | Título                      | Duração |  |
| 1.                   | "Erotica" (versão do rádio) | 4:31    |  |
| 2.                   | "Erotica" (versão do álbum) | 5:17    |  |
| 3.                   | "Erotica" (instrumental)    | 5:17    |  |

| Maxi Single estadunidense |                                      |         |  |
| N.º                       | Título                               | Duração |  |
| 1.                        | "Erotica" (versão do rádio)          | 4:33    |  |
| 2.                        | "Erotica" (Kenlou B-Boy Mix)         | 6:25    |  |
| 3.                        | "Erotica"                            | 6:09    |  |
| 4.                        | "Erotica" (Underground Club Mix)     | 4:54    |  |
| 5.                        | "Erotica" (Masters At Work Dub)      |         |  |
| 6.                        | "Erotica" (Jeep Beats)               | 5:50    |  |
| 7.                        | "Erotica" (Madonna's In My Jeep Mix) | 5:51    |  |

| Single promocional em CD incluído no livro Sex |          |         |  |
| N.º                                            | Título   | Duração |  |
| 1.                                             | "Erotic" | 5:18    |  |

## Créditos e equipe
- Madonna –  vocal, compositor, produtor
- Shep Pettibone – compositor, produtor, seqüenciamento, teclados, programação
- Anthony Shimkin – compositor, seqüenciamento, teclados, programação
- Joe Moskowitz –teclados
- Dennis Mitchell – engenheiro de gravação
- Robin Hancock – engenheiro de gravação
- George Karras – engenheiro de mixagem

Créditos adaptados das notas principais do álbum.

## Desempenho comercial
Em 17 de outubro de 1992, "Erotica" estreou no número 13 na Billboard Hot 100, que no momento de seu lançamento colocou Madonna em um quinto lugar com a versão de Mariah Carey de "I'll Be There" como a mais alta estréia de uma cançãoa na história da Billboard Hot 100. A cançãoa finalmente alcançou o número três na semana de 24 de outubro de 1992. Em 10 de dezembro de 1992, recebeu uma certificação de ouro pela Recording Industry Association of America (RIAA), pela comercialização de 500,000 cópias. No Canadá, a cançãoa atingiu o número 13 da tabela de singles da RPM, na semana de 21 de novembro de 1992. Na Austrália, "Erotica" estreou no número 16 do ARIA Charts, na semana de 25 de outubro de 1992. Atingiu o pico do número quatro, tendo passado um total de onze semanas na tabela.
No Reino Unido, "Erotica" estreou no número 11 no UK Singles Chart, na semana de 17 de outubro de 1992, chegando finalmente à terceira posição. A cançãoa esteve presente no total de 9 semanas na parada. Até 2008, o single vendeu mais de 270,800 cópias no Reino Unido. Na França, a cançãoa estreou no número 30 do  SNEP, na semana de 11 de novembro de 1992, antes de atingir o número 23. A faixa também teve sucesso comercial em outros lugares como Irlanda e Suécia, onde conseguiu atingir o pico entre os cinco primeiros. "Erotica" também alcançou o topo do European Hot 100 Singles, na semana de 23 de outubro de 1992.

### Tabelas semanais
| Tabela musical (1992)                             | Melhor posição |
| ------------------------------------------------- | -------------- |
| Alemanha (GfK Entertainment Charts)               | 13             |
| Austrália (ARIA Charts)                           | 4              |
| Áustria (Ö3 Austria Top 40)                       | 15             |
| Bélgica (Ultratop 40 de Flandres)                 | 8              |
| Canadá (RPM Singles Chart)                        | 13             |
| Dinamarca (Hitlisten)                             | 6              |
| Estados Unidos (Billboard 100)                    | 3              |
| Estados Unidos (Bubbling Under R&B/Hip-Hop Songs) | 16             |
| Estados Unidos (Hot Dance Club Songs)             | 1              |
| Estados Unidos (Mainstream Top 40)                | 9              |
| Estados Unidos (Rhythmic Songs)                   | 5              |
| Europa (European Hot 100 Singles)                 | 1              |
| França (SNEP)                                     | 23             |
| Grécia (IFPI Grécia)                              | 5              |
| Irlanda (IRMA)                                    | 4              |
| Itália (Music & Media)                            | 1              |
| Noruega (VG-lista)                                | 2              |
| Nova Zelândia (Recorded Music NZ)                 | 3              |
| Países Baixos (Dutch Top 40)                      | 8              |
| Países Baixos (Single Top 100)                    | 10             |
| Portugal (AFP)                                    | 2              |
| Reino Unido (UK Singles Chart)                    | 3              |
| Suécia (Sverigetopplistan)                        | 3              |
| Suíça (Schweizer Hitparade)                       | 8              |

| Tabela musical (1992)             | Posição |
| --------------------------------- | ------- |
| Australia (ARIA)                  | 54      |
| Bélgica (Ultratop de Flandres)    | 90      |
| Europa (European Hot 100 Singles) | 45      |
| Países Baixos (Dutch Top 40)      | 95      |
| Reino Unido (UK Singles Chart)[   | 67      |

| Região                                         | Certificação | Vendas   |
| ---------------------------------------------- | ------------ | -------- |
| Austrália (ARIA)                               | Ouro         | 35,000^  |
| Estados Unidos (RIAA)                          | Ouro         | 500,000^ |
| ^distribuições baseadas apenas na certificação |              |          |